# 古德里德鎮區 (明尼蘇達州伍茲湖縣)
古德里德鎮區（英語：Gudrid Township）是位於美國明尼蘇達州伍茲湖縣的一個行政鎮區。

## 地方資料
古德里德鎮區的面積為75.34平方千米，當中陸地面積為73.54平方千米，而水域面積為1.79平方千米。根據2020年美國人口普查的數據，當地共有人口184人，而人口密度為每平方千米2.44人。